# سقوط (رمان)
سقوط نام کتابی است از آلبر کامو، نویسندهٔ مشهور فرانسوی. این کتاب که نخست در سال ۱۹۵۶ منتشر شد، رمانی است فلسفی که از زبان ژان باتیست کلامنس (=یحیای تعمیددهندهٔ ندا دهنده) که وکیل بوده و اینک خود را «قاضی توبه‌کار» می‌خواند روایت می‌شود. او داستان زندگی‌اش را برای غریبه‌ای اعتراف می‌کند.

## داستان
ژان باتیست کلامنس در رستورانی به نام «مکزیکو سیتی» با غریبه‌ای - که در اصل خواننده کتاب است- آشنا می‌شود و داستان زندگی خود را برای او بازگو می‌کند. ژان باتیست تعریف می‌کند وقتی چندی پیش به کار وکالت می‌پرداخته‌است، زندگی سرشار از خودباوری داشته و در کنار انجام کارهای نیکی که آشکارا به چشم می‌آمده، از درون، خود را از دیگران برتر و هوشمندتر می‌شمرده‌است. «ژان باتیست کلامنس»، در نیمه شبی هنگامی که در دریای خودباوری غوطه می‌خورد و از پیاده‌روی خود احساس خوشبختی می‌کند، به پلی می‌رسد. زنی برآب خم شده بود. نظری زیبا پسندانه به پشت گردن زن می‌کند و می‌گذرد، پنجاه متری که دور می‌شود، صدای فرو افتادن و برخورد جسمی را با سطح آب می‌شنود. بی هیچ اقدامی می‌گذرد و عمل خود را توجیه می‌کند. بدین سان، سقوط آغاز می‌شود و او مرحله به مرحله آن را شرح می‌دهد. می‌فهمد که دیگر دوستی ندارد، فقط شریک جرم دارد. از دیگران متنفر می‌شود… آنگاه سرگردانی آغاز می‌گردد. به دورویی خود پی می‌برد. به جستجوی راه گریز می‌پردازد. نیاز به اعتراف آزارش می‌دهد، اضطراب روی می‌آورد، احساس مرگ می‌کند. دست به کارهای مشغول کننده و فراموشی آور می‌زند، ولی سقوط ادامه می‌یابد.
ژان پل سارتر فیلسوف اگزیستانسیالیست معاصر این رمان را «زیباترین و فهم‌ناشده‌ترین» کتاب کامو می‌خواند. کتاب به صورت مونولوگ اول شخص نوشته شده‌است.

## درونمایه
رمان سقوط، بازتاب اندیشه است. آلبر کامو با این رمان کم حجم، همهٔ بینش خود را دربارهٔ انسان و زمانهٔ خویش ترسیم می‌کند. سقوط اگرچه ویژگیهای یک اثر هنری را داراست ولی یک کتاب اخلاقی است.
- سنجش با بیگانه:

از میان نوشته‌های کامو، بیگانه (۱۹۴۲) و سقوط (۱۹۵۶) درونمایه همانند را پی می‌گیرند. آن درونمایه «عذاب وجدان» است. کلامنس در سقوط خود را گناهکار می‌داند و معذب است و مورسو در بیگانه گناهکاری است که هیچ عذاب وجدانی ندارد. زندگی برای یکی از پایه، غیراخلاقی است و برای کم کردن گناه باید اعتراف کرد و زندگی برای آن دیگری از بیخ و بن بیگناه و دادگرانه است پس نیازی به اعتراف نیست. در هر دو اما طنزی ژرف دیده می‌شود.

## مترجمان
این کتاب با ترجمهٔ فارسی شورانگیز فرخ، علی صدوقی، امیر لاهوتی، سوفیا جهان، زهرا آلوشی. پرویز شهدی و کاوه میرعباسی چاپ شده‌است.